# Giorgio Benacchio
Giorgio Benacchio (Genova, 1941) è un chitarrista italiano.

## Biografia
Ha iniziato a suonare negli Original Quartet, insieme a Domenico Pasquadibisceglie e a Gianni Dall'Aglio.
Ha raggiunto il successo nel 1960, quando in primavera venne fondato il complesso musicale deI Ribelli, del quale divenne uno dei due chitarristi insieme a Gino Santercole.
La band venne costituita su iniziativa di Adriano Celentano, del quale essa era il supporto nei concerti e in sala di registrazione, andando successivamente a confluire nel Clan Celentano.
Dal 1963, nell'ambito del nucleo (che in quell'anno cambia alcuni elementi), il suo soprannome è Pocaluce.
Egli tuttavia rimane l'unico chitarrista della band, fino al primo scioglimento della medesima.
Nei dischi di quell'epoca può capitare di trovare scritto il suo cognome storpiato in Bennacchio.
Nel 1966 il complesso dei Ribelli abbandona il Clan Celentano per proseguire l'attività con la casa discografica Ricordi.
Dal 1966 al 1970 Benacchio rimane nella formazione per lavorare alle produzioni più famose del complesso, che attraversa il suo periodo maggiormente prolifico e sforna molti successi.
Contemporaneamente inizia l'attività di session man per la casa Ricordi, partecipando a molte incisioni di artisti di questa casa discografica, come Wilma Goich, Bobby Solo e Rita Pavone.
È di quegli anni la collaborazione con Lucio Battisti, di cui Benacchio, insieme al resto della band, diventa uno dei musicisti di alcuni suoi mitici brani, come ad esempio " Emozioni ".
Nel 1970, quando il complesso dei Ribelli si scioglie, Benacchio continua l'attività come session man all'interno della Numero Uno; entrando successivamente nella band di supporto di Adriano Pappalardo.
Nel 1977 si unisce nuovamente al complesso de i Ribelli, riformatosi in occasione della produzione del disco 45 giri Illusione / Calore (Dischi Ricordi, SRL 10843).
Dopo questa breve parentesi, si allontana definitivamente dalla band, alla quale rimarrà indissolubilmente legato il suo nome, essendone stato una delle colonne portanti sin dagli esordi.